# Bott-Chern-Kohomologie
Bott-Chern-Kohomologie ist im mathematischen Teilgebiet der komplexen Geometrie eine Kohomologietheorie für komplexe Mannigfaltigkeiten. Diese dient als Brücke zwischen der de-Rham-Kohomologie, welche für reelle Mannigfaltigkeiten definiert ist, welche komplexe Mannigfaltigkeiten insbesondere sind, sowie der Dolbeault-Kohomologie, welche dessen Analogon für komplexe Mannigfaltigkeiten ist. Ein direkter Vergleich der beiden Kohomologietheorien durch verbindende Abbildungen ist nicht möglich, jedoch bildet Bott-Chern-Kohomologie kanonisch in beide ab. Eine ähnliche Kohomologietheorie, in welche beide abbilden und welche daher auch als Brücke dient, ist die Aeppli-Kohomologie. Bott-Chern-Kohomologie ist benannt nach Raoul Bott und Shiing-Shen Chern, welche diese im Jahr 1965 eingeführt haben.

## Definition
Für eine komplexe Mannigfaltigkeit {\displaystyle X} ist dessen Bott-Chern-Kohomologie gegeben durch:
{\displaystyle H_{\mathrm {BC} }^{p,q}(X):=\ker(\mathrm {d} _{p+q})/\operatorname {img} (\partial _{p-1,q}{\overline {\partial }}_{p-1,q-1})=\left(\ker(\partial _{p,q})\cap \ker({\overline {\partial }}_{p,q})\right)/\operatorname {img} (\partial _{p-1,q}{\overline {\partial }}_{p-1,q-1}).}
Dabei notiert {\displaystyle \mathrm {d} } die äußere Ableitung und {\displaystyle \partial } sowie {\displaystyle {\overline {\partial }}} notieren die Dobeault-Operatoren.

## Abbildungen
de-Rham- und Dobeault-Kohomologie sind gegeben durch:
{\displaystyle H_{\mathrm {dR} }^{n}(X):=\ker(\mathrm {d} _{n})/\operatorname {img} (\mathrm {d} _{n-1}),}
{\displaystyle H_{\partial }^{p,q}(X):=\ker(\partial _{p,q})/\operatorname {img} (\partial _{p-1,q}),}
{\displaystyle H_{\overline {\partial }}^{p,q}(X):=\ker({\overline {\partial }}_{p,q})/\operatorname {img} ({\overline {\partial }}_{p,q-1}).}
Mit der kanonischen Inklusion {\displaystyle \operatorname {img} (\partial _{p-1,q}{\overline {\partial }}_{p-1,q-1})=\operatorname {img} ({\overline {\partial }}_{p,q-1}\partial _{p-1,q-1})\hookrightarrow \operatorname {img} (\mathrm {d} _{p+q})} gibt es eine kanonische Inklusion der Bott-Chern- in die de Rham-Kohomologie:
{\displaystyle H_{\mathrm {BC} }^{p,q}(X)\rightarrow H_{\mathrm {dR} }^{p+q}(X).}
Mit den kanonischen Inklusionen {\displaystyle \ker(\partial _{p,q})\cap \ker({\overline {\partial }}_{p,q})\hookrightarrow \ker(\partial _{p,q}),\ker({\overline {\partial }}_{p,q})} sowie {\displaystyle \operatorname {img} (\partial _{p-1,q}{\overline {\partial }}_{p-1,q-1})\hookrightarrow \operatorname {img} (\partial _{p-1,q})} und {\displaystyle \operatorname {img} ({\overline {\partial }}_{p,q-1}\partial _{p-1,q-1})\hookrightarrow \operatorname {img} ({\overline {\partial }}_{p,q-1})} gibt es kanonische Inklusionen der Bott-Chern- in die Dobeault-Kohomologie:
{\displaystyle H_{\mathrm {BC} }^{p,q}(X)\rightarrow H_{\partial }^{p,q}(X),}
{\displaystyle H_{\mathrm {BC} }^{p,q}(X)\rightarrow H_{\overline {\partial }}^{p,q}(X).}
Darüber hinaus gibt es kanonische Abbildungen {\displaystyle H_{\mathrm {dR} }^{n}(X),H_{\partial }^{p,q}(X),H_{\overline {\partial }}^{p,q}(X)\rightarrow H_{\mathrm {A} }^{p,q}(X)} in die Aeppli-Kohomologie, wobei alle drei möglichen Kompositionen {\displaystyle H_{\mathrm {BC} }^{p,q}(X)\rightarrow H_{\mathrm {A} }^{p,q}(X)} identisch sind.